# انتخابات الرئاسة السورينامية 2010
انتخابات الرئاسة السورينامية 2010 هي انتخابات رئاسية جرت في 19 يوليو 2010، في سورينام، لانتخاب رئيس سورينام.
فاز بالانتخابات ديزي بوترس.